# Берсимбаев, Рахметкажи Искендирович
Рахметкажы Искендирович Берсимбаев (Берсимбай) (род. 8 марта 1947 года, с. Джазатор, Кош-Агачский район, Республика Алтай, РСФСР, СССР) — казахстанский учёный-генетик, академик HAH PK, академик АН ВШ РК (2001), академик МАН ВШ (2002), доктор биологических наук, профессор.

## Образование, присвоение ученых званий
С отличием окончил Горно-Алтайское педагогическое училище, факультет естественных наук Новосибирского государственного университета (1969); аспирантуру Института цитологии и генетики Сибирского отделения АН СССР (Новосибирск), специальность — «Биология».
В 1986 году защитил докторскую диссертацию в Ленинградском государственном университете, в 1989 году присвоено ученое звание профессора.

## Трудовая деятельность
Трудовую деятельность начал в 1972 г. младшим научным сотрудником Института цитологии и генетики СО АН СССР. С 1975 по 1995 г. — старший преподаватель и заведующий кафедры дарвинизма и генетики, декан биологического факультета Казахского государственного университета им. Кирова. В 1995—2000 гг. работал директором Института общей генетики и цитологии НАН РК. С 2000 г. — заведующий кафедрой генетики и молекулярной биологии, а с ноября 2001 г. — декан биологического факультета Казахского национального университета имени аль-Фараби.
Стипендиат Британского совета (1983—1984), первый стипендиат Фонда им. Александра Гумбольдта из Средней Азии и Казахстана (1986, ФРГ).
В 2002 году Рахметкажи Берсимбаев основал Казахстанский клуб имени Александра фон Гумбольдта.
Вице-министр образования и науки Республики Казахстан, руководитель аппарата Министерства образования и науки Республики Казахстан (2004—2005).
Первый вице-ректор Академии государственного управления при Президенте Республики Казахстан (сентябрь 2005 — июль 2008). Проректор по научной работе ЕНУ им. Л. Н. Гумилева (июль 2008-октябрь 2011).
Директор Института клеточной биологии и биотехнологии, зав.лабораторией молекулярной генетики, профессор кафедры общей биологии и геномики ЕНУ им. Л. Н. Гумилева.

## Членство в Академиях наук, организациях
Член-корреспондент НАН РК (1995), академик АН ВШ РК (2001), академик Академии Наук Высшей школы РК (1999), Международной академии наук Высшей школы (2001), академик HAH PK (2003)
Президент Казахстанского Клуба имени Александра фон Гумбольдта.
Член Межведомственной комиссии для выработки предложений по совершенствованию деятельности Национальной академии наук Республики Казахстан.
Член Комиссии по Государственным премиям Республики Казахстан в области науки, техники и образования при Правительстве Республики Казахстан.

## Награды и достижения
- Лауреат премии им. П. Капицы Королевского общества Великобритании (1993).[6]
- В 2005 г. награждён медалью в честь 10-летия Конституции Республики Казахстан и нагрудным знаком «За заслуги в развитии науки Республики Казахстан».[2]
- Почётный работник образования РК (2007).[6]